# Iridopelma
Iridopelma là một chi nhện trong họ Theraphosidae.

## Các loài
Chi này gồm các loài:
- Iridopelma hirsutum Pocock, 1901
- Iridopelma seladonium (C. L. Koch, 1841)
- Iridopelma zorodes (Mello-Leitão, 1926)